# Csillag Pál (koreográfus)
Csillag Pál (Budapest, 1971. április 13. –) magyar koreográfus, balettművész, balettmester, képíró, fotóművész.

## Élete
1981–1989 között az Állami Balettintézet Általános Iskolájában és a Magyar Táncművészeti Főiskola Gimnáziumában tanult. 1989–1991 között a Magyar Táncművészeti Főiskolára (MTF) járt, ahol klasszikus balettművész szakon végzett. 1992-ben részt vett Adol Hamzin, a szentpétervári Vaganova Intézet tanárának mesterkurzusán. 1992–1996 között az MTF pedagógusképző, majd 2000–2002 között ugyanott táncelméleti szakíró szakára járt. 2005–2007 között a Színház- és Filmművészeti Egyetem koreográfus szakán szerzett mesterdiplomát.
Gink Károly fotóművész biztatására és irányításával sajátította el a fényképezés művészetét.
Előadásfotói, és a kortárs táncművészeket megörökítő portré-sorozata mellett, a diaporáma műfajában is érdeklődést kelt fel, a már-már elfedett műfaj iránt.

## Fontosabb egyéni kiállításai
- 1997: Ezüsttánc, Hotel Olympia, Budapest; Elmhurst Ballet School, Camberley; OFOTÉRT Fal Galéria, Budapest
- 1998: ATLANTIS, MU Színház; OFOTÉRT Fal Galéria, Budapest
- 1999: MOZZANATOK, 2. Országos Fotóhetek, Közép-Európai Egyetem, Bp.
- 1999-2000: Józsefvárosi Pódium és Klub
- 2001: Felütés/Auftakt, Goethe Institut, Budapest;
- 2002: Nemzeti Táncszínház Kerengő galériája

## Diaporáma bemutatói
- 1997: INSPIRÁCIÓ '97, Fekete Hedvig: Szemrebbenés című művében, MU Színház, Budapest
- 1998: TRAFÓ, Kortárs Művészetek Háza, Budapest - felkérésre a megnyitó előadás részeként; X. Miskolci Diaporáma Biennálé
- 1999: Atlantis fesztivál, MU Színház, Budapest

## Válogatott csoportos kiállításai
- 1998: MU Színház (Nánási Pállal, Molnár Katával); Tánc a fotóművészetben, Veszprémi Petőfi Színház; Győri Nemzeti Színház.
- 1999: Női napozó, 2. Országos Fotóhetek, MU Színház, Budapest; Tánc a fotóművészetben, Magyar Kultúra Háza, Budapest.
- 2003: Nők a nőről, férfiak a nőről. MEDIAWAVE 2003. Xantus János Múzeum Rómer terme, Győr.

## Díjai, elismerései
- Találkozás a Természettel 2003. A “Tájkép mesterei” kategória II. díj
- Magyar Ezüst Érdemkereszt (2014. március 15.)
- Magyar Arany Érdemkereszt (2025)

## Tagságai
- Magyar Tánctudományi Társaság (1997–)
- Építészeti Fotográfusok Társasága (2010–)
- Magyar Fotóművészek Szövetsége (2011–)
- BPIP Budapest Fotóintézet (2012–)
- Qualified European Photographer (2013–)

## Művei közgyűjteményben
Jelenkori Fotóművészeti Gyűjtemény
Táncfotói, írásai, szakcikkei, táncelméleti munkái rendszeresen jelennek meg a sajtóban (Ellenfény, Jump, Táncművészet, Zene, Zene, Tánc..., Tánctudományi Tanulmányok, Max Magazin, Pesti Műsor, Pesti Est, Pesti Est Súgó), a színházak, együttesek műsorfüzeteiben, szakkönyvekben, szakfolyóiratokban, plakátokon, és a televízióban.